# Štáb

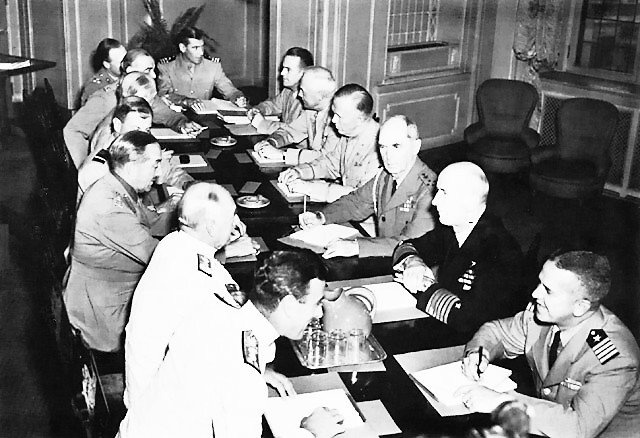
Kanadský generální štáb zasedající v kanadské provincii Quebec

Štáb (něm. der Stab, tyč, opora, podpora) je organizační útvar, orgán či administrativní jednotka, jež usnadňuje řízení činnosti větších skupin osob. Ve vojenské praxi, kde se tento termín používá nejčastěji, se jedná o skupinu osob, která je nápomocná veliteli při velení jemu podřízené vojenské jednotce.
Velitelský štáb především udržuje přímé spojení s vojskem a nadřízeným štábem. Štáb také rozpracovává rozkazy velitele a zajišťuje jejich doručení podřízeným velitelům (resp. štábům jejich jednotek). Hlavní štáb armády či státu se pak nazývá generální štáb.
| „                     | Štáb je nástroj velitele k vykonání jeho rozhodnutí | “ |
| — Carl von Clausewitz |                                                     |   |

## Nevojenský význam slova
Slovo se používá i mimo vojenskou sféru, kde značí skupinu spřízněných osob, která organizačně zabezpečuje chod nějaké větší a významné společenské, sportovní, kulturní či jiné podobné akce. Slovo s velmi podobným či zcela shodným významem je sekretariát.
Speciálními typy štábu mohou být například:
- filmový štáb
- televizní štáb